# Ethel Smith (organistka)
Ethel Smith, właśc. Ethel Goldsmith (ur. 22 listopada 1902, zm. 10 maja 1996) – amerykańska organistka, która grała głównie w stylu popowym lub latynoskim na organach Hammonda.

## Życiorys
Urodziła się jako Ethel Goldsmith, jej rodzicami byli Elizabeth Bober i Max Goldsmith. Już od najmłodszych lat występowała i dużo podróżowała. Studiowała muzykę i języki obce w Carnegie Institute of Technology. 
Po ukończeniu studiów przyjęła posadę gry na fortepianie w lokalnym teatrze; w Iron City Smith dołączyła do zespołu odgrywającego muzykę Franza Schuberta i wkrótce wyruszyła w 28-tygodniową trasę koncertową po Stanach Zjednoczonych, ostatecznie lądując w Kalifornii. Tam po raz pierwszy poproszono ją o grę na organach Hammonda w hollywoodzkim studiu – wydawało się, że praktycznie z dnia na dzień opanowała grę na tym instrumencie, a w 1940 roku została wybrana na występ jako główna gwiazda w nowojorskim hotelu St. Regis. Podczas pobytu w St. Regis Smith odebrała telefon od Hammond Studios: właściciele klubu „Copacabana” w Rio de Janeiro poszukiwali organistki, która byłaby główną gwiazdą 26-tygodniowych zaręczyn. W Brazylii przez około rok, zanurzając się w lokalnej kulturze i tradycjach muzycznych. Podczas pobytu w Ameryce Południowej zdobyła biegłość w muzyce latynoamerykańskiej i to właśnie z tym stylem muzyki jest obecnie najczęściej kojarzona.
Japoński atak na Pearl Harbor przyspieszył powrót Smith do Stanów Zjednoczonych. W St. Regis pewnego wieczoru podszedł do niej George Washington Hill, prezes American Tobacco Company, który niegdyś zobaczył jej występ Smith w „Copacabanie”, i zaprosił ją do radiowego przeboju Your Hit Parade. Smith zgodziła się, stając się jedną z najlepiej opłacanych artystek w programie. W 1944 roku nagrała swoją wersję argentyńskiego utworu „Tico-Tico no Fubá”, po czym jej nagranie trafiło na amerykańskie listy przebojów w listopadzie 1944, osiągając 14. miejsce 27 stycznia 1945 i sprzedając się w prawie dwóch milionach egzemplarzy na całym świecie. W tym samym roku Smith zadebiutowała również w filmie, grając w Ślicznotkach w kąpieli (1944). Smith wystąpiła w kilku hollywoodzkich filmach, takich jak George White’s Scandals (1945) czy Kolorowe melodie (1948). W tych występach wyróżniała się kolorowymi, misternymi strojami, szczególnie kapeluszami.
Świetnie grała zarówno na gitarze, jak i na organach, choć to właśnie na tym drugim instrumencie zyskała światową sławę. W późniejszych latach swojej kariery czasami grała na żywo dla publiczności na gitarze, ale jej nagrania studyjne dotyczyły wyłącznie organów. Docelowo nagrała kilkadziesiąt albumów, głównie dla wytwórni Decca Records. „Down Yonder” był jej drugim ogólnokrajowym hitem, osiągając 16. miejsce na listach przebojów 27 października 1951 roku. Nagranie utworu „Monkey on a String” autorstwa Smith stało się motywem przewodnim serialu telewizyjnego dla dzieci Garfield Goose and Friends, emitowanego w latach 1952–1976 w Chicago.
W 1969 roku Smith również krótko występowała w musicalowej wersji Toma Jonesa. Wraz z nadejściem nowej dekady wycofała się z tras koncertowych i osiedliła się w Palm Beach, gdzie kontynuowała występy na lokalnych imprezach charytatywnych i spotkaniach towarzyskich aż do przekroczenia osiemdziesięciu lat. Smith zmarła 10 maja 1996 roku w wieku 93 lat  .

## Życie prywatne
W latach 30. XX wieku poślubiła człowieka o nazwisku Spiro, z którym rozwiodła się przed 1940 rokiem. W latach 1945–1947 była żoną hollywoodzkiego aktora Ralpha Bellamy’ego i ich późniejszy, pełen goryczy rozwód trafił na pierwsze strony gazet. Smith nigdy nie miała dzieci.

## Wybrane prace

### 78 rpm
- Teddy Bear’s Picnic / Fiddle-Faddle, Decca 60.298 American Series
- Tico Tico, Decca 23353
- Tico Tico / Lere Lero, Decca BM03571 American Series
- White Christmas / Jingle Bells, Decca BM30601 American Series
- Paran Pan Pin - Cachita / The Parrot, Decca BM03632 American Series
- Quizas, Quizas, Quizas / Made for Each Other, Decca 60.139 American Series
- Blame It on the Samba / The Green Cockatoo, Decca 60.249 American Series
- Mambo Jambo, Decca 27119
- Monkey on a String, Decca 27183
- I'm Walking Behind You / April in Portugal, Brunswick 05147
- Ethel's Birthday Party / The Wedding of the Painted Doll, Decca 60.605
- (Fifi) Bring her Out Again / Sleigh Ride, Brunswick 04517

### Płyty LP
- Ethel Smith’s Hit Party, Decca DL 4803
- Souvenir Album, Decca DL 5016
- Christmas Music, Decca DL 5034
- Ethel Smith’s Cha Cha Cha Album, Decca DL 8164
- Christmas Music, Decca DL 8187 (expanded version of DL 5034 above)
- Galloping Fingers, Decca DL 8456
- Latin From Manhattan, Decca DL 8457
- Miss Smith Goes to Paris, Decca DL 8640
- Dance to the Latin Rhythms of Ethel Smith, Decca DL 8712
- Waltz With Me, Decca DL 8735
- Lady Fingers, Decca DL 8744
- Bright and Breezy, Decca DL 8799
- Ethel Smith Swings Sweetly, Decca DL 74095
- The Many Moods of Ethel Smith, Decca DL 74145
- Make Mine Hawaiian, Decca DL 74236
- Lady of Spain, Decca DL 74325
- Rhythm Antics!, Decca DL 74414
- At the End of a Perfect Day, Decca DL 74467
- Hollywood Favorites, Decca DL 74618
- Ethel Smith’s Hit Party, Decca DL 74803
- Seated One Day at the Organ, Decca DL 78902
- Bouquet of the Blues, Decca DL 78955
- Ethel Smith on Broadway, Decca DL 78993
- Ethel Smith, Vocalion VL 3669
- Organ Holiday, Vocalion VL 73778
- Silent Night—Holy Night, Vocalion VL 73882
- Parade, MCA Coral CB 20021

### Filmografia
- 1944: Ślicznotki w kąpieli nauczycielka muzyki
- 1945: Twice Blessed jako organistka
- 1945: George White’s Scandals jako organistka swingowych przebojów
- 1946: Cuban Pete jako ona sama
- 1946: Easy to Wed jako ona sama
- 1948: Kolorowe melodie jako ona sama (Blame It on the Samba)
- 1967: C’mon, Let’s Live a Little jako An’ Leffel
- 1970: The Sidelong Glances of a Pigeon Kicker jako rozbrykana pani przy pinballu